# Pomnik Anonimowego Przechodnia we Wrocławiu
Pomnik Anonimowego Przechodnia – wrocławski pomnik odsłonięty w nocy z 12 na 13 grudnia 2005 składający się z czternastu odlanych z brązu postaci ludzkich naturalnej wielkości, stojących po obu stronach ulicy Świdnickiej w miejscu, w którym krzyżuje się ona z ulicą Piłsudskiego.
Pierwowzorem pomnika była instalacja „Przejście” autorstwa Jerzego Kaliny z 1977, ustawiona w Warszawie przy ulicach Świętokrzyskiej i Mazowieckiej. Stworzona była ona dla potrzeb programu telewizyjnego „Vox Populi”. Niedługo potem została zdemontowana i trafiła na 28 lat do wrocławskiego Muzeum Narodowego. Gipsowe figury stały się wzorcem dla nowego pomnika z brązu.
Pomnik został uznany przez amerykański "Budget Travel" za jedno z najbardziej niezwykłych miejsc na świecie. W 2011 r. Newsweek Polska umieścił go wśród 15 najpiękniejszych rzeczy w Polsce, nazywając go „najbardziej spektakularnym” pomnikiem we Wrocławiu. Prestiżowy magazyn "Arch20" umieścił go wśród 25 najbardziej kreatywnych pomników świata.
W studium uwarunkowań i kierunków zagospodarowania przestrzennego dla miasta Wrocławia z 2018 r. pomnik ten został uznany za dobro kultury współczesnej.

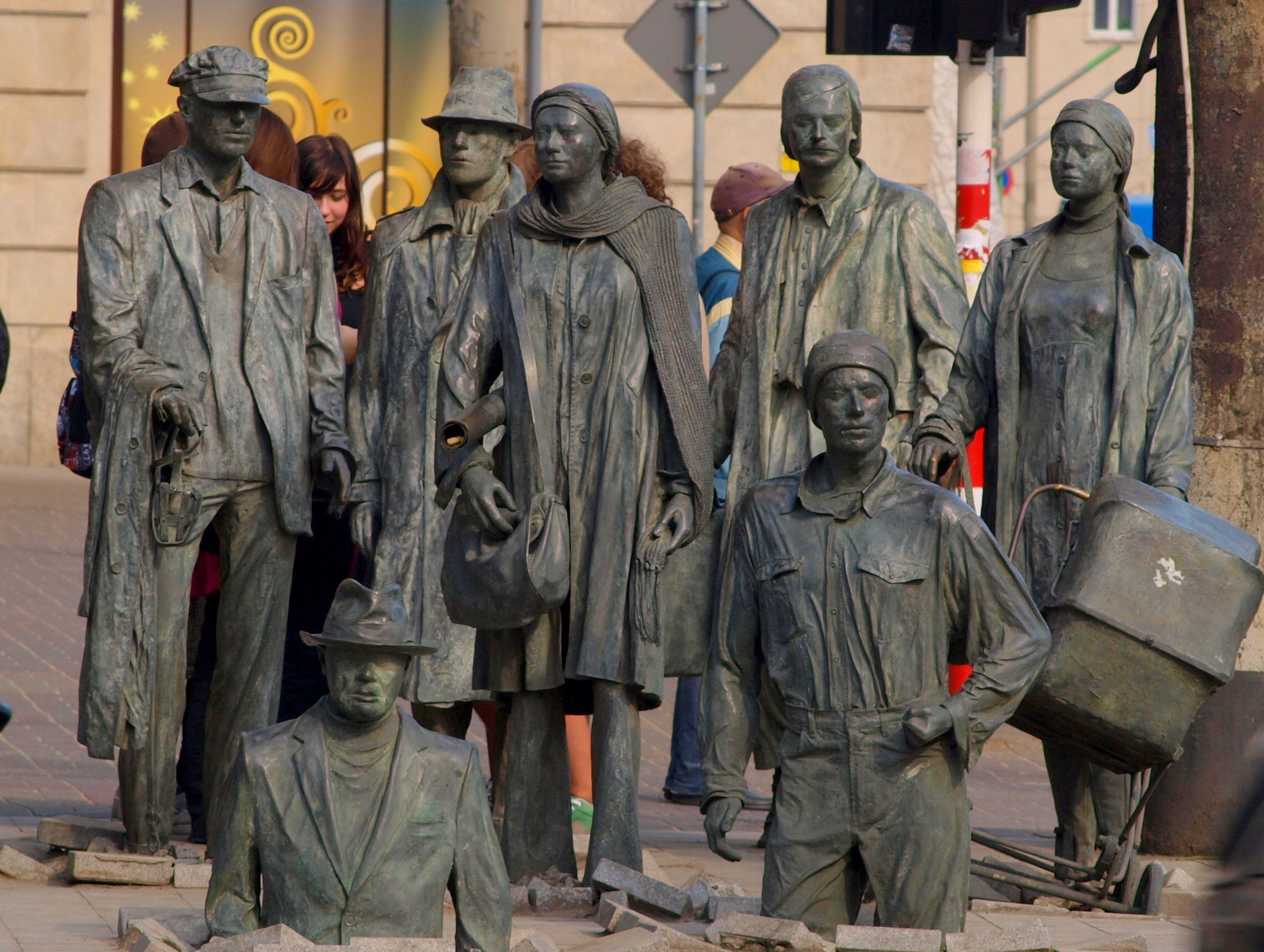
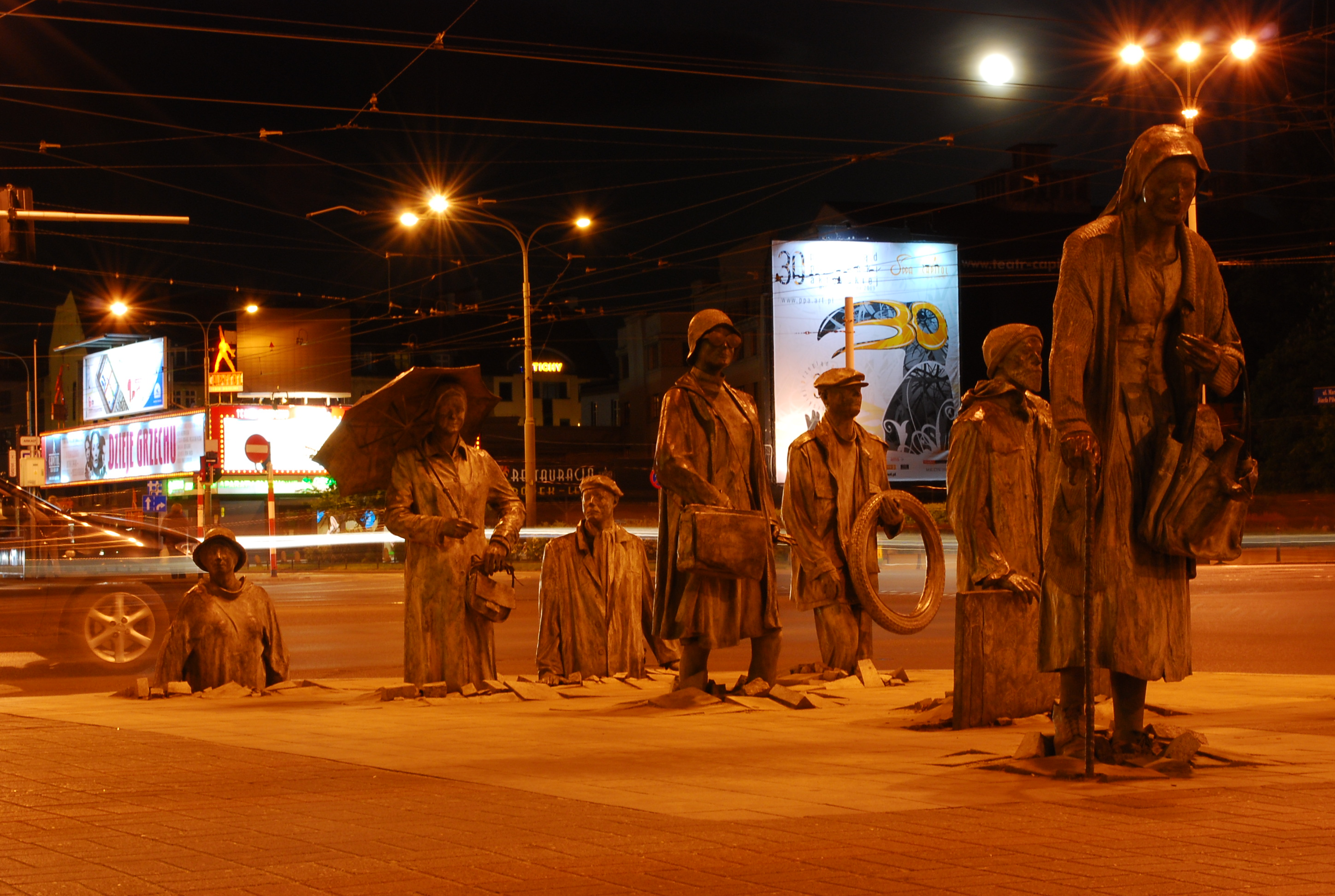
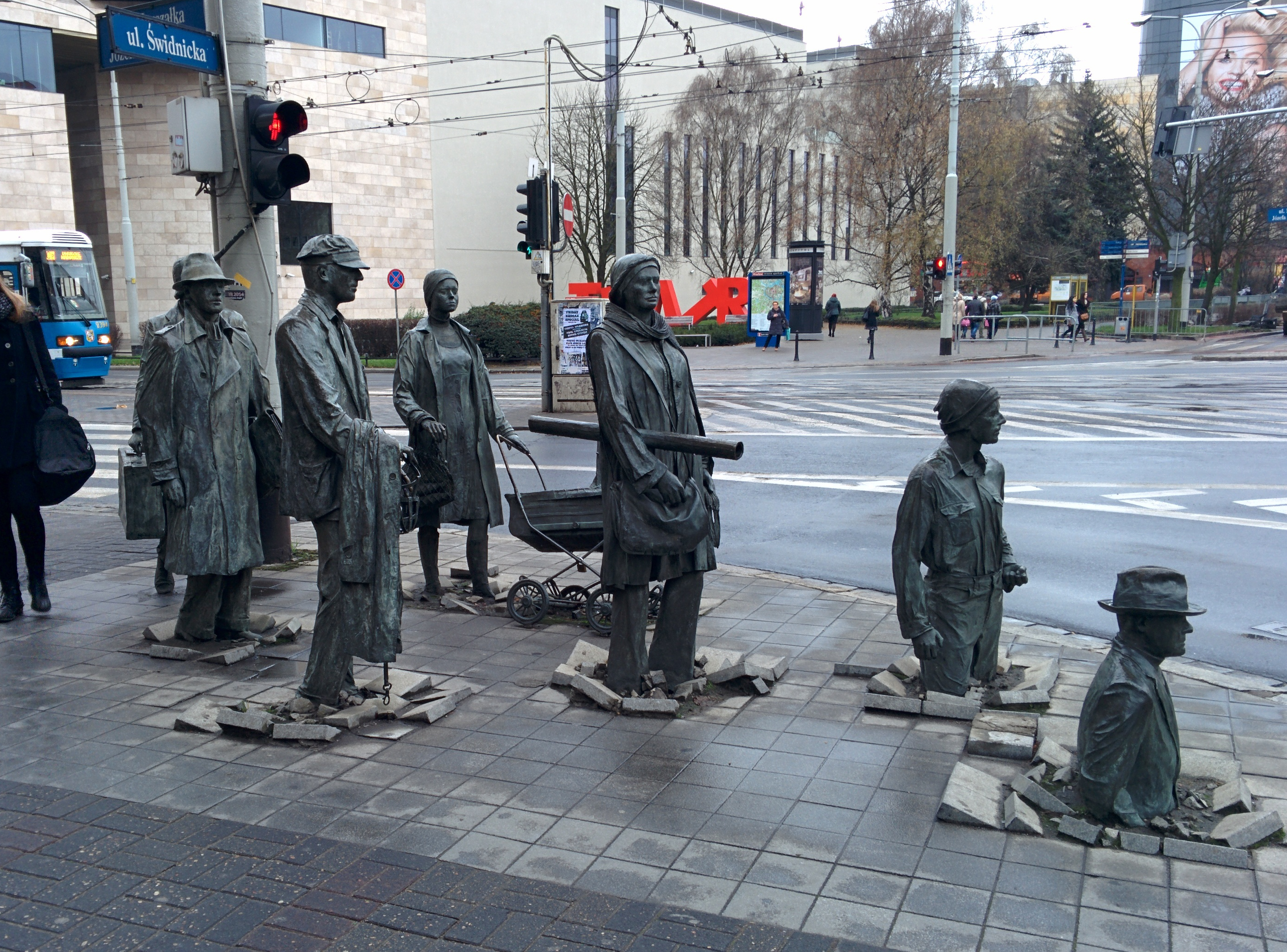
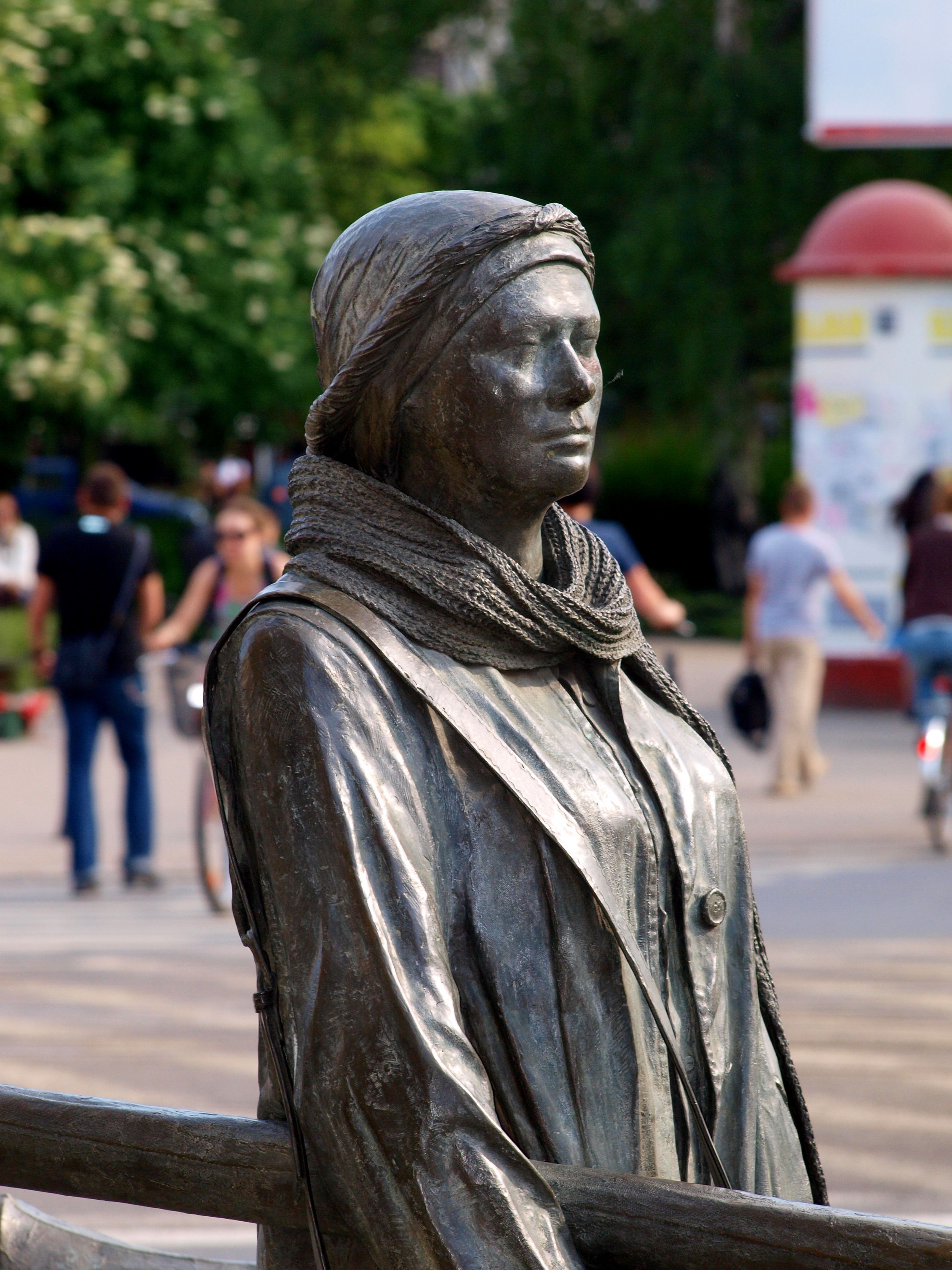

Różne ujęcia obu części pomnika: